# Janvier 1964
Cette page présente les faits marquants du mois de janvier 1964.

## Évènements
- Le pape Paul VI se rend en Terre sainte où il rencontre le patriarche grec Athénagoras.
- Janvier - mars : le Premier ministre saoudien Fayçal apporte un soutien militaire aux insurgés monarchistes du Yémen avec l'aide de la Grande-Bretagne et de la Jordanie. L'Égypte est soutenue par une aide soviétique fournie à la République.

- 8 janvier : Lyndon Johnson déclare la guerre à la pauvreté.

- 9 janvier : émeutes au Panama contre les États-Unis (Día de los Mártires).

- 12 janvier : révolution à Zanzibar qui renverse l'hégémonie arabe.

- 15 janvier, France : une HLM en construction s'effondre boulevard Lefebvre à Paris dans le XVe : plus de 20 morts et une vingtaine de blessés. Quatre ans plus tard 9 personnes seront reconnus coupables de négligences et écoperont de peines de prisons avec sursis et financières.

- 27 janvier : la France reconnaît la République populaire de Chine.

- 31 janvier : le Convention People's Party (CPP) devient parti unique au Ghana après un référendum[1].

## Naissances
- 1er janvier : Moussa Dadis Camara, ancien président de la république de Guinée.
- 5 janvier : Olivier Baroux, acteur.
- 6 janvier : Philippe Mignet, journaliste français.
- 7 janvier : Nicolas Cage, acteur américain.
- 10 janvier : Évelyne Thomas, présentatrice de télévision française.
- 11 janvier : Albert Dupontel, acteur français.
- 12 janvier : Jeff Bezos, entrepreneur américain, fondateur et dirigeant d'Amazon.
- 14 janvier : Frédérique Massat, femme politique française.
- 15 janvier : Wes, chanteur camerounais († 25 juin 2021).
- 17 janvier : Jamy Gourmaud, animateur de télévision français.
- 20 janvier : 
  - Lionel Beffre, haut-fonctionnaire français.
  - Véronique Bédague, femme politique Française et directrice générale déléguée de Nexity.
- 21 janvier : Philippe Lelièvre, comédien français.
- 23 janvier : 
  - Mariska Hargitay, actrice américaine.
  - Steve Mbikayi Mabuluki, homme politique de la république démocratique du Congo.
- 25 janvier : Scott Jeffrey Reid, homme politique.
- 26 janvier : Cathy Podewell, actrice américaine.
- 27 janvier : Bridget Fonda, actrice américaine.
- 28 janvier : António Horta-Osório, banquier portugais.
- 29 janvier : Riton Liebman, comédien, dramaturge et réalisateur belge.
- 31 janvier : 
  - Jeff Hanneman, guitariste et cofondateur du groupe de thrash métal Slayer américain.
  - Sylvie Bernier, plongeuse olympique.

## Décès
- 12 janvier : Byron Ingemar Johnson, premier ministre de la Colombie-Britannique.
- 19 janvier : Firmin Lambot, coureur cycliste belge (° 14 mars 1886).
- 21 janvier : Carlo Chiarlo, nonce apostolique en Bolivie (en), au Costa Rica (en) et au Nicaragua (en), délégué apostolique au Guatemala (en) et internonce au Salvador et au Honduras (en), puis au Panama (en) et enfin au Brésil (en) et cardinal italien (° 4 novembre 1881).
- 29 janvier : Alan Ladd, acteur américain.